# Lilli Pöttrich

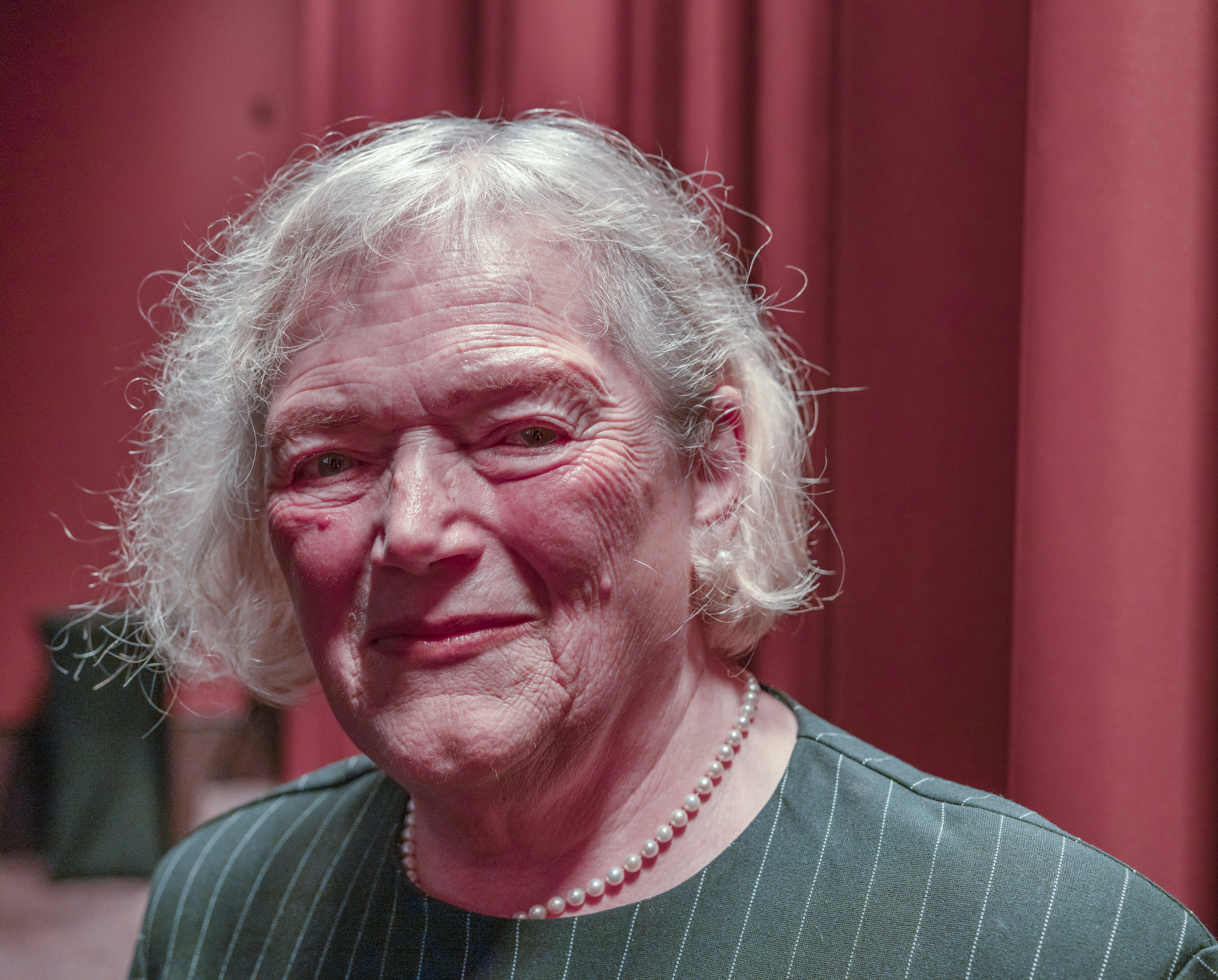
Pöttrich (2024)

Lilli (Lili) Margarethe Pöttrich (* 3. November 1954 in Wiesbaden) war ab 1976 Inoffizielle Mitarbeiterin der Hauptverwaltung A des Ministeriums für Staatssicherheit der DDR und von 1983 bis 1995 Beamtin des Auswärtigen Amtes. Danach war sie als Rechtsanwältin tätig.

## Leben
Pöttrich wuchs in bürgerlichen Verhältnissen als die ältere zweier Töchter des Stauers und Gewerkschafters Raimund Pöttrich in Düsseldorf-Eller und -Benrath auf, wo sie eine katholische Grundschule besuchte und 1973 am Annette-von-Droste-Hülshoff-Gymnasium das Abitur ablegte. Durch die Ostpolitik von Willy Brandt angeregt, trat sie bereits als Schülerin in die SPD ein. Nach der Schulausbildung begann sie an der Johann Wolfgang Goethe-Universität Frankfurt am Main das Studium der Rechtswissenschaft. Während des Studiums, bei dem sie als Mitglied des Sozialistischen Hochschulbundes ihre Auffassung festigte, dass der Sozialismus das anzustrebende politische System sei, nahm die Hauptverwaltung A im Sommer 1975 Kontakt zu Pöttrich auf. Aus politischen Gründen erklärte sie sich im Januar/Februar 1976 bei einem Aufenthalt in Strausberg bereit, in deren Dienste einzutreten.
1976 unterschrieb sie die Verpflichtungserklärung für den DDR-Auslandsnachrichtendienst und wählte „Angelika“ als ihren Decknamen. Auf Bitten der DDR-Auslandsspionage wechselte sie im gleichen Jahr an die Universität zu Köln. Dort legte sie neben ihrem Jurastudium Personaldossiers über ihr soziales und universitäres Umfeld an und leitete diese Informationen mittels nachrichtendienstlicher Techniken, in denen sie sich hatte schulen lassen, weiter. Regelmäßig traf sie sich seit dieser Zeit mit Kontaktpersonen ihres Nachrichtendienstes, um Spitzelberichte in Form von Kleinbildkamera-Filmen zu übergeben und um Instruktionen für Operationen zu erhalten. Nachdem Pöttrich die Erste juristische Staatsprüfung 1979 mit der Note „voll befriedigend“ und die Zweite juristische Staatsprüfung im November 1981 absolviert hatte, reiste sie im Dezember 1981 mit einem gefälschten Reisedokument über Kopenhagen in die DDR, wo sie sich in Schöneiche bei Berlin mit hochrangigen Führungsoffizieren traf, unter anderem mit Ralf-Peter Devaux. Konspirative Treffen wiederholten sich später an verschiedenen Einsatzorten im Ausland. Mit dem politischen System der DDR identifizierte sie sich. Sie trat in die Sozialistische Einheitspartei Deutschlands ein, nahm die Staatsbürgerschaft der DDR sowie DDR-Auszeichnungen an und plante ihren Spionageeinsatz mit den MfS-Führungsoffizieren langfristig.
Als gemeinsames Ziel wurde vereinbart, dass sie sich für den Höheren Dienst im Auswärtigen Amt bewerben sollte, was 1982 auch geschah. Im Sommer 1983 begann Pöttrich in Bonn eine Laufbahnausbildung als Attachée im Auswärtigen Amt, zu der sie im April 1983 zugelassen worden war. Die Sicherheitsüberprüfung überstand sie unbeanstandet. 1986 folgte die Ernennung zur Beamtin auf Lebenszeit und der Beginn der Laufbahn im Auswärtigen Dienst der Bundesrepublik Deutschland, die über die Botschaft Dhaka in die Botschaft Paris führte. Dort trat sie im Dezember 1988 ihren Dienst an. Als stellvertretende Leiterin des „CoCom-Referats“ hatte sie Zugang zu wichtigen Unterlagen und Besprechungen des Coordinating Committee on Multilateral Export Controls, über die sie Berichte anfertigte und ihrem Führungsoffizier übergab. Selbst nach der „Wende“ im November 1989 setzte Pöttrich ihre nachrichtendienstliche Tätigkeit zunächst noch fort. Im Februar 1990 fand in Aachen das letzte ihrer insgesamt über 60 Treffen mit Kontaktpersonen der DDR-Auslandsspionage statt.
Bis zu ihrer Enttarnung und Verhaftung am 1. Dezember 1993, die mittels der Rosenholz-Dateien gelangen, konnte Pöttrich ihre Laufbahn als Diplomatin weiter beschreiten; zuletzt war sie im Amt einer Vortragenden Legationsrätin zur Leiterin des deutschen Generalkonsulats in Hermannstadt (Rumänien) bestimmt worden. Diesen Dienstposten trat sie infolge ihrer Verhaftung und Entlassung aus dem öffentlichen Dienst nicht mehr an. Das Oberlandesgericht Düsseldorf verurteilte Pöttrich am 28. April 1995 wegen geheimdienstlicher Agententätigkeit im schweren Fall zu einer Freiheitsstrafe von zwei Jahren, die auf Bewährung ausgesetzt wurde. Mit Rechtskraft des Urteils endete ihr Beamtenverhältnis. Nachdem ein mehrjähriges rechtsanwaltliches Berufsverbot abgelaufen war, nahm Pöttrich eine Tätigkeit als Fachanwältin für Sozialrecht in Düsseldorf auf. Als Rentnerin arbeitet Pöttrich nebenbei als Übersetzerin. Als eine Ausnahme unter ehemaligen DDR-Spionen stellt sie sich journalistischen Recherchen und Dokumentationen über ihre nachrichtendienstliche Tätigkeit auskunftswillig zur Verfügung.
Nach der SIRA-Datenbank des Ministeriums für Staatssicherheit lieferte Pöttrich im Zeitraum Februar 1984 bis November 1986 insgesamt 38 bedeutsame Nachrichten, von denen 34 an den sowjetischen Geheimdienst KGB weitergeleitet wurden. Von 29 Dokumenten, die zum Referat I/3 der Hauptverwaltung Aufklärung gelangten, wurden 17 als „wertvoll“ und eines als „sehr wertvoll“ benotet. Letzteres enthielt Auszüge aus einem Gespräch zwischen den Außenministern Hans-Dietrich Genscher und George P. Shultz vom Dezember 1985.